# 查爾斯敦 (內布拉斯加州)
查爾斯敦（英語：Charlestown）是位於美國內布拉斯加州約克縣的鬼鎮。

## 歷史
查爾斯敦的郵局於1888年設立，其後於1941年停運。

## 地理
查爾斯敦所處的海拔為高於海平面515米（即1690英呎），而該地所採用的時區為UTC-6，即北美中部时区（CST）。同時該地設有夏令時間，為UTC-6調快一小時，即UTC-5（CDT）。